# Schloss Wolfegg
Schloss Wolfegg er et renæssance-slot ved siden af byen Wolfegg i Oberschwaben (Tyskland). Slottet er hovedsæde for huset Waldburg-Wolfegg, som stadig ejer det. Slottet er berømt for sin historiske samling af litteratur som bl.a. Waldseemüllerkortet og Hausbuch.

## Bygningen
Hovedbygningen på slottet består af fire fløje bygget i et rektangel med tårne i hjørnerne. Eksteriøret dateres tilbage til seneskalk Jakob II af Waldburg (1546–1589) og hans kone Johanna (1548-1613). Efter en brand ødelagde en ældre bygning i 1579 byggede de et nyt slot. Dele af dette blev dog ødelagt i 1646, da svenske tropper under Carl Gustaf Wrangel plyndrede stedet i slutningen af trediveårskrigen og satte ild til det. Spisesalene fik nyt interiør og slottets kapel blev genopbygget i nygotik.

## Brug
Slottet er stadig beboet af medlemmer af Waldburg-Wolfegg-familien, og er normalt ikke åbent for offentligheden. To gange om året bliver der arrangeret offentlige koncerter, som bliver afholdt på slottet, hvor gæsterne kan se slottets rum, og særligt riddersalen (Rittersal). Denne sal er en stor hal dekoreret i barokstil med 24 træskulpturer af riddere i fuld størrelse og store spejle i loftet. Det bliver betragtet som et af de mest originale rum designet i barokstil i Tyskland. Udover rummene, der benyttes til koncerter, bliver der afholdt guidede ture i andre dele af slottet ved samme lejlighed.
Slottet har også Wolfegger Kabinett, der er en stor samling af geografisk kunst fra slutningen af middelalderen og renæssancen.

## Opdagelse af Waldseemüllerkortet
En udgave af de 1.000 eksemplarer af Waldseemüllerkortet, der blev fremstillet af den tyske kartografer Martin Waldseemüller og Matthias Ringmann findes på slottet. Kortet blev fremstillet i starten af 1500-tallet og indeholder den første brug af Amerika og udgivet første gang i april 1507. Som følge af den rivende udvikling af kartografi på dette tidspunkt, blev dette kort hurtigt uddateret og overhalet af nyere mere detaljerede kort, og kortene blev derfor bortskaffet og var ikke at finde.
I lang tid vidste ingen, om der fandtes flere udgaver, men en original blev genopdaget i 1901 af historiker og kartograf Joseph Fischer i slottets bibliotek, Wolfegger Kabinett. Eksemplaret var 8 m bredt og 4,5 m højt og godt bevaret. Det var oprindeligt ejet af Johannes Schöner, der var astronom, geograf og kartograf i Nürnberg. Senere anskaffede Waldburg-Wolfegg-familien kortet og havde det uanet i deres arkiver i over 350 år. Det var på slottet indtil 2001, hvor det amerikanske Library of Congress købte det for ti millioner dollars.